# Sonnborner Eisenbahnbrücke
Die Sonnborner Eisenbahnbrücke ist eine Eisenbahnbrücke im Wuppertaler Stadtteil Elberfeld und gehört als oft fotografiertes Objekt zu den bekanntesten Postkartenmotiven der Stadt.
Sie liegt an der Bahnstrecke Düsseldorf–Elberfeld zwischen dem Haltepunkt Sonnborn und dem Bahnhof Wuppertal Zoologischer Garten und überspannt neben der Wupper auch die Bundesstraße 228 (Übergang Friedrich-Ebert-Straße und Sonnborner Straße) und einen Teil der Wupperbrücke Siegfriedstraße sowie die Wuppertaler Schwebebahn.
Die früher gebräuchliche saloppe Bezeichnung „Porta Rhenana“ für die Örtlichkeit bezieht sich allerdings nicht auf die Brücke, sondern auf die westlich sich anschließende Vohwinkeler Talung, durch die die Bahnstrecke von Düsseldorf das Tal der Wupper erreicht (ähnlich: „Porta Wupperana“, etwas östlicher).

## Beschreibung
Das derzeitige Bauwerk wurde für die Königliche Eisenbahndirection Elberfeld errichtet, die 1882 in Nachfolge der „Königlichen Direction der Bergisch-Märkischen Eisenbahn“ die zuvor verstaatlichte Bergisch-Märkische Eisenbahn-Gesellschaft übernommen hatte. Deren Hauptstrecke überquert aus Richtung Düsseldorf kommend bei Sonnborn nahe der Sonnborner Hauptkirche das Tal der Wupper und setzt sich südlich des Flusses geradlinig durch die Wuppertaler Innenstädte fort.
Parallel dazu wurde in topografisch weitaus schwierigeren Gelände 1873 in Konkurrenz die heute stillgelegte Bahnstrecke Düsseldorf-Derendorf–Dortmund Süd auf der Wuppertaler Nordtrasse mit zahlreichen und aufwändigen Eisenbahnviadukten und Tunneln gebaut.

### Erster Bau
Die erste Brücke an dieser Stelle war ein Eisenbahnviadukt mit sechs Bögen, die jeweils eine lichte Weite von 14 Metern aufwiesen. Sie wurde 1840 zunächst eingleisig ausgeführt (nach anderer Quelle 1839–1841), wobei drei der Pfeiler im Flussbett gründeten.
Die Brücke wurde von der Düsseldorf-Elberfelder Eisenbahn-Gesellschaft (DEE) als Teil ihrer Stammstrecke Düsseldorf–Elberfeld erbaut. Der Architekt Eduard Wiebe entwarf die Brücke, und als Bauleiter war ein Hesekiel verantwortlich.
Auf den kreisrunden (nach anderer Quelle: sechseckigen) Fundamentsockeln standen jeweils kreuzförmige Pfeiler, über denen sich die Rundbögen spannten. Darüber lag eine Brüstung mit profiliertem Gesims, die sich um ein Signalwächterhaus verkröpften. Dieses kleine Bauteil zeigte klassizistische Details bei den Profilen und Akroterien, die sich bei dem zweigeschossigen Signalwächterhaus auf der linken Seite wiederholten. Sie führte im Kreuzungswinkel von 60° über die Wupper und hatte eine Breite von 5,3 Metern zwischen den Brüstungen.

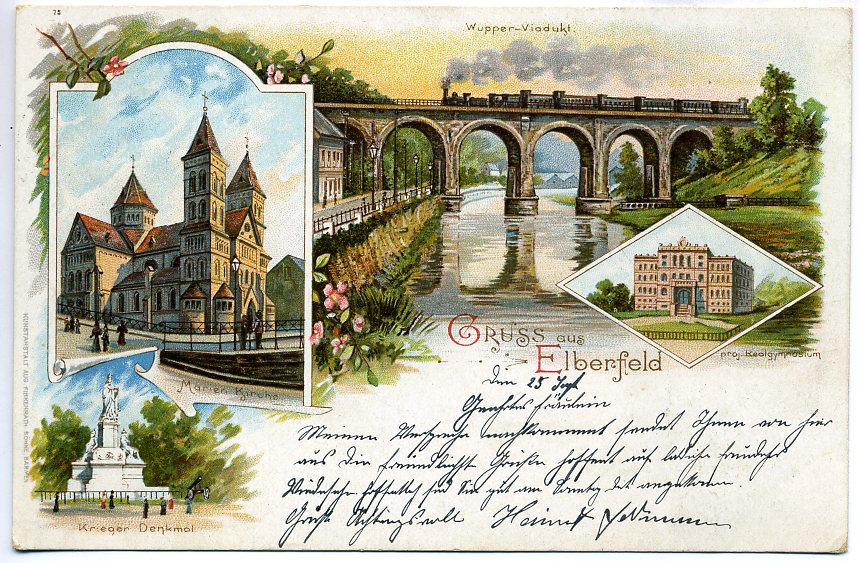
Die (alte) Sonnborner Eisenbahnbrücke auf einer Postkarte um 1899

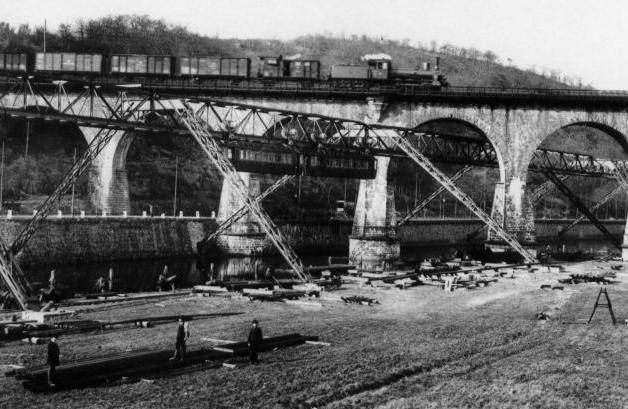
Die (alte) Sonnborner Eisenbahnbrücke beim Bau der Schwebebahn um 1900

Unter den frühen Brücken und Viadukten, wie beispielsweise dem Eisenbahnviadukt bei Opladen ebenfalls über die Wupper, dem Schildeschen Viadukt, sowie der Weserbrücke zwischen Bad Oeynhausen und Minden, hatte die Sonnborner Eisenbahnbrücke die anspruchsvollste künstlerische Gestaltung. Daneben war sie auch eine der ältesten und größten gewölbten Eisenbahnbrücken Deutschlands.
Kurz nach der Fertigstellung der Strecke befuhr im August 1841 König Friedrich Wilhelm IV. mit seiner Familie die Brücke in Richtung Düsseldorf. Offiziell eröffnet wurde aber die Brücke aber zusammen mit der Eisenbahnstrecke nach Elberfeld erst am 3. September 1841.
Die eingleisige Brückenkonstruktion wurde 1864 durch die Beseitigung des Kiesbettes und den Einbau eines Eisentragwerkes erweitert. Das bestand aus Quer- und Längsträgern, die Platz für eine zweigleisige Strecke boten.
Am 16. März 1890 ereignete sich auf der Brücke ein großes Eisenbahnunglück, als der zwölfte Wagen eines Güterzugs in Richtung Elberfeld-Steinbeck zirka 300 Meter vor der Brücke entgleiste und mit den nachfolgenden 32 Wagen in die Wupper stürzte. Zwei Hilfsbremser starben bei dem Unglück und konnten erst zwei Wochen später aus den im Fluss liegenden Trümmern geborgen werden. Zwei weitere Hilfsbremser überlebten schwer verletzt, weil sie vor dem außer Kontrolle geratenen Zug auf die andere Brückenseite sprangen. Als Ursache des Unglücks wurde technisches Versagen ermittelt. Die Brücke wurde kurz nach dem Unglück verbreitert. Als im Herbst 1959 die Wupper 50 cm tiefergelegt wurde, wurden bei der Ausbaggerung des Flussbetts Rad und Achse von einem Eisenbahnwagen gefunden, die nach dem Unglück offenbar nicht geborgen wurden.
Das Tragkonstruktion der Wuppertaler Schwebebahn führte ab 1899 eng zwischen zwei mittleren Pfeilern hindurch.

### Zweiter Bau

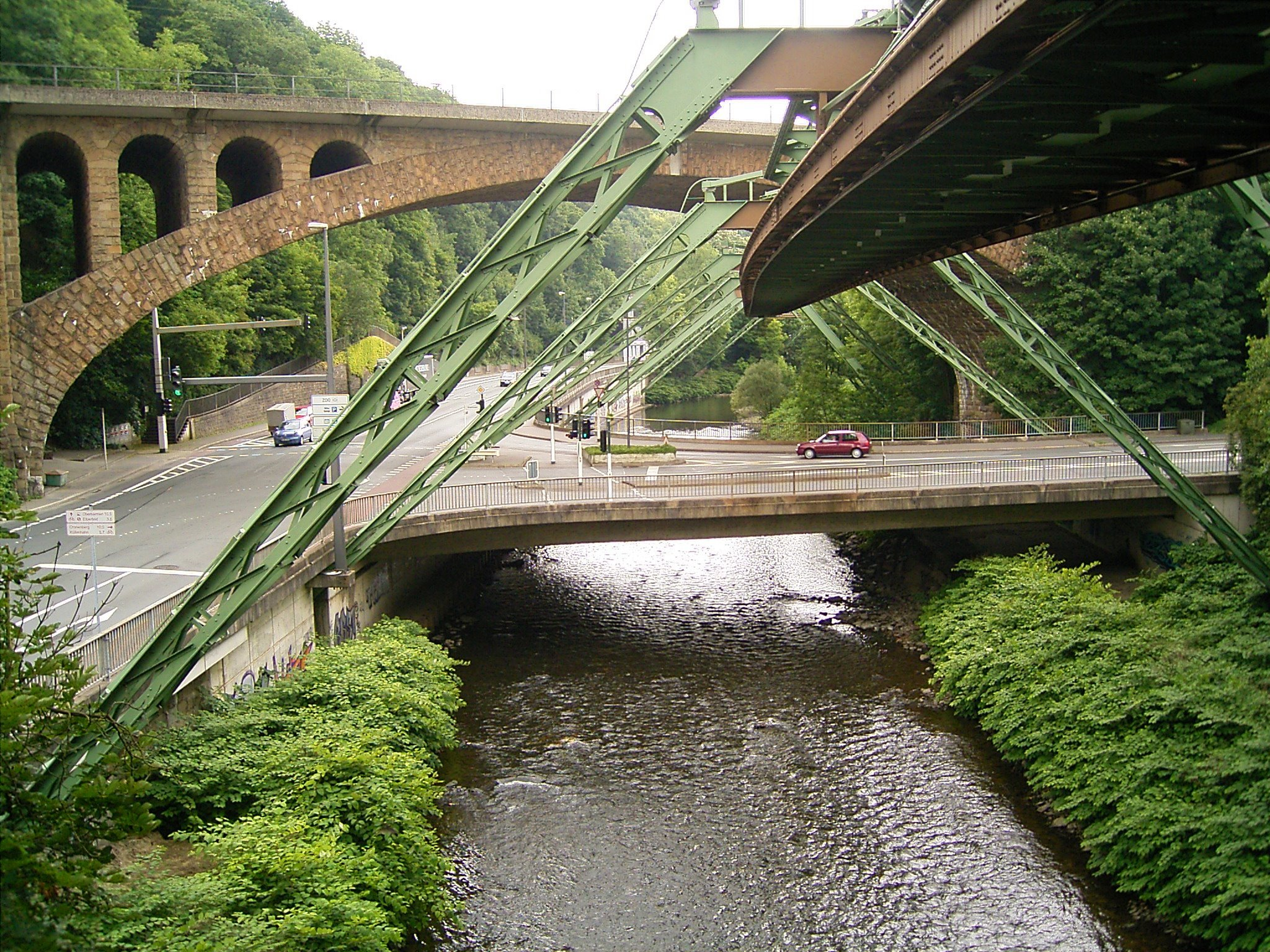
Im Hintergrund die (neue) Sonnborner Eisenbahnbrücke

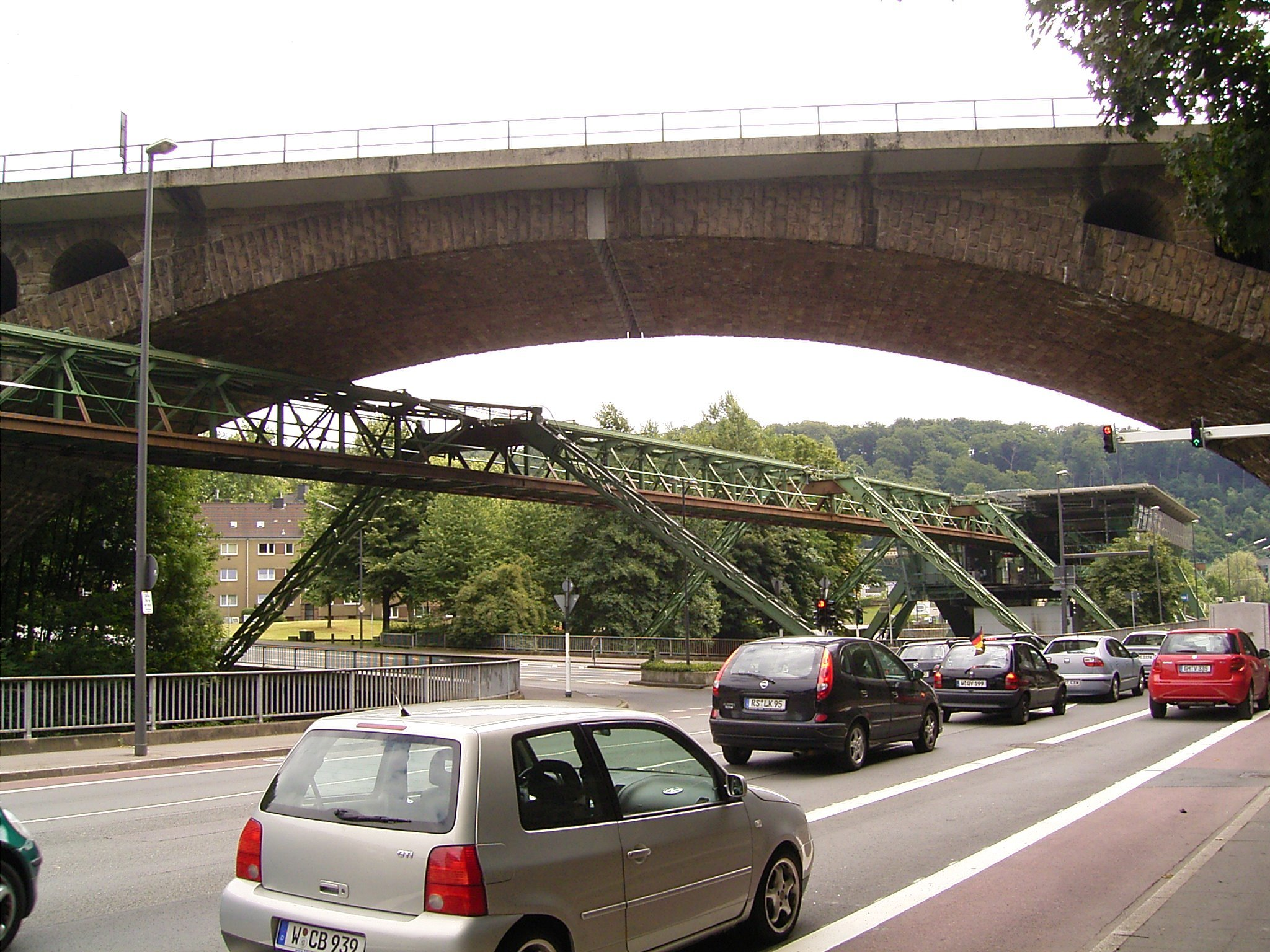
Die (neue) Sonnborner Eisenbahnbrücke

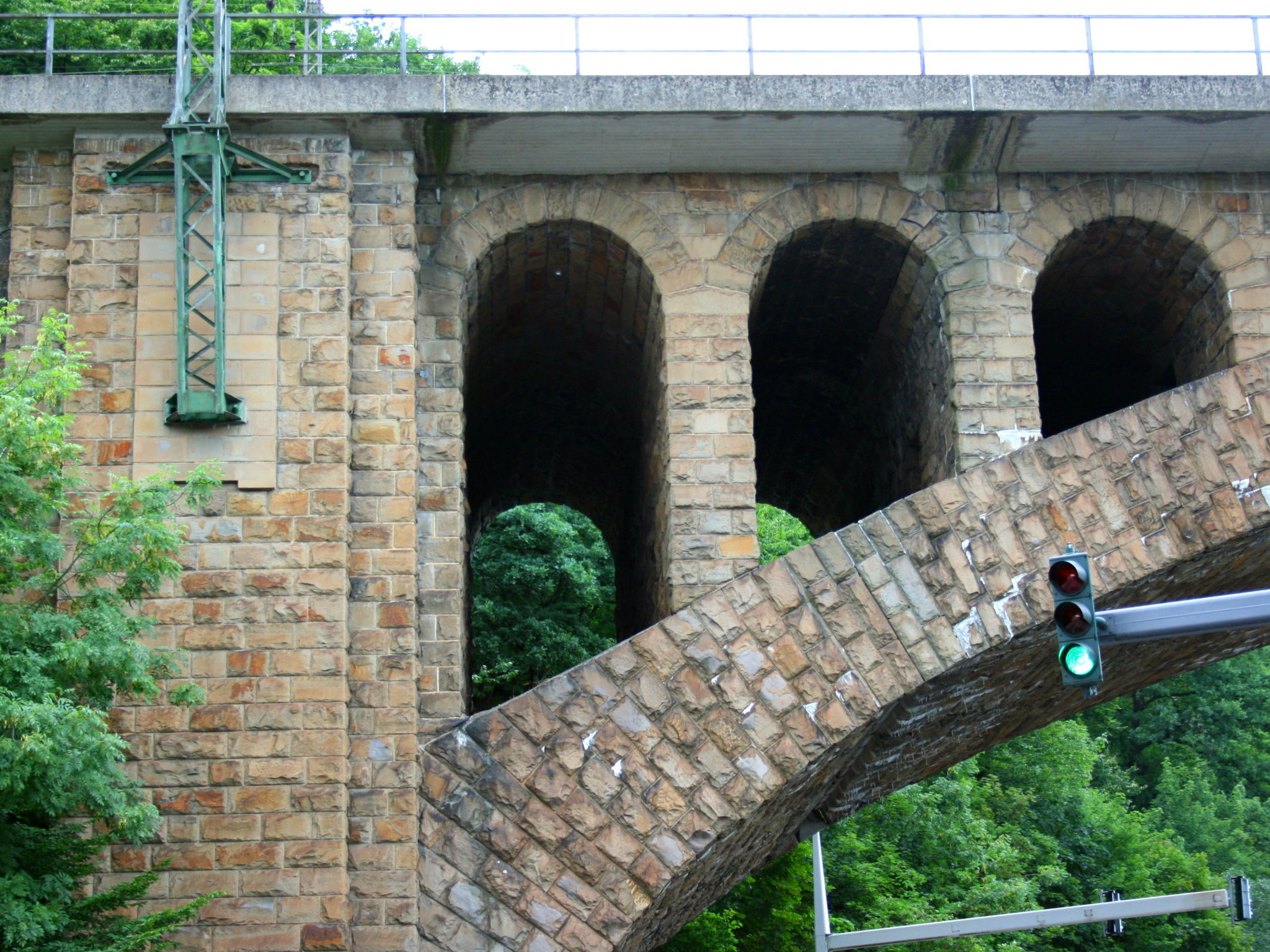
Detail der westlichen Seite

Die Planungen für den Ausbau der Bahnstrecke auf vier Gleise bereiteten den Konstrukteuren größere Schwierigkeiten. Die Verbreiterung der Brücke durch ein Nebensetzen eines gleichartigen Baus mit sechs Bögen schied von vornherein aus. Auch ein Bauwerk mit drei Bögen mit einer Öffnungsweite von 15, 32 und 15 Metern lichter Weite wurde verworfen. Es sollte zwischen dem Fluss und der Provinzialstraße, der heutigen Bundesstraße 228, kein Pfeiler gesetzt werden, der der Straße den Platz wegnahm.
Die Eisenbahndirektion entschloss sich zum Bau einer Bogenbrücke mit einem einzigen Bogen von rund 66 Metern Länge über die Straße und den Fluss. Am östlichen Ufer folgte ein Bogen von zehn Metern Spannweite. Als Werkstoff wurde nicht Eisen, sondern Stein gewählt, um so die Unterhaltungskosten gering zu halten.
Die Form des Bogens war durch die Höhe der Schwebebahn bedingt. Dadurch erhöhte sich die Schienenoberkante um 1,25 Meter, was aber die örtlichen Verhältnisse ohne Nachteile gestatteten. Zur Vermeidung von starken Nebenspannungen, infolge Ausrüstens und Wärmeschwankungen, wurde das Bauwerk als Dreigelenkbogen mit zwei Kämpfergelenken in einem Abstand von 50 Metern und einem 5,65 Meter höher liegenden Scheitelgelenk ausgeführt. Alle Gelenke bestehen aus Stahl. Am Scheitel des Gewölbes beträgt die Stärke 1,7 Meter, die Stärke an den Widerlagern 3,7 Meter. Die Übermauerung ist durch drei Meter weite Spargewölbe durchbrochen. Die Widerlager sind im Fels gegründet. Sie lagen auf der Westseite zu Tage und im Osten acht Meter tief im Gelände.
Das Bauwerk wurde von 1911 bis Juli 1914 errichtet, indem zunächst südlich neben der alten Brücke die erste Hälfte der neuen Brücke gebaut wurde. Beteiligte Baufirmen waren im November 1911 für die Luftdruckgründung auf der Ostseite die Firma A.-G. Grün und Bilfinger und für die übrigen Arbeiten ab Januar 1912 die Firma Max Ostwald unter der Leitung des Ingenieurs Lothar Marcks.
Der erste Bauabschnitt, die Gründung, wurde im Frühjahr 1912 begonnen. Im Sommer folgte die Gerüstaufstellung, die Wölbung im Spätherbst und das Ausrüsten Ende Dezember. Die erste Inbetriebnahme erfolgte dann im Anfang April 1913. Kurz darauf wurden die beiden mittleren Gewölbe der alten Brücke von Hand abgebrochen, die restlichen Gewölbe wurden gesprengt. Der zweite Bauabschnitt begann im Frühjahr und Sommer 1913 mit der Gründung. Die Arbeits- und Lehrgerüste wurden im Herbst verschoben und die Wölbung erfolgte im November. Im Dezember 1913 kam das Ausrüsten der nördlichen Seite an die Reihe. Im Mai 1914 konnte die Inbetriebnahme der zweiten Seite folgen. Die Restarbeiten zogen sich bis zum Juli hin.
Für das Gewölbe und Widerlager wählte die Eisenbahndirektion Ruhrsandstein in Zementmörtel, wobei die Ansichtsflächen hammerrecht bearbeitet wurden. Die Gesimse und Brüstungen wurden aus Werkstein erstellt und die an den Gelenken liegenden Quader sind aus Granit.
Die Bauausführung wurde durch die Aufrechterhaltung des eingleisigen Eisenbahn- und Schwebebahnbetriebes erheblich erschwert. Die Baustoffe wurden auf Schmalspurgleisen zum Arbeitsgerüst geschafft und mittels vier Laufkränen durch Handbetrieb oder elektrischem Antrieb verteilt.
Gleichzeitig mit dem Bau der Brücke wurde die Wupper in ein engeres Flussbett mit höheren Stützmauern gezwängt und mit einer breiteren Straße dem wachsenden Straßenverkehr Rechnung getragen. Seinerzeit war diese Brücke eine der größten gewölbten Eisenbahnbrücken in Deutschland. Die Baukosten betrugen rund 970.000 Mark. Die Entwurfsbearbeitung erfolgte bei der Königlichen Eisenbahndirektion Elberfeld.

### Ausbau

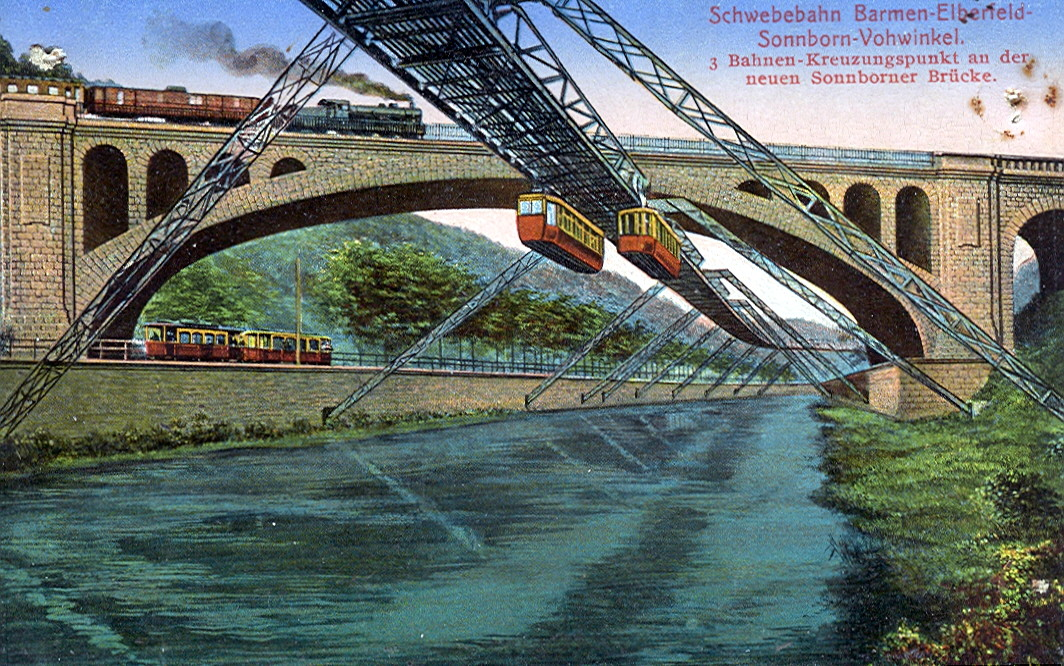
Das beliebte Postkartenmotiv; hier eins kurz nach 1914

Die Elektrifizierung der Bahnstrecke in Wuppertal wurde 1963 umgesetzt. Die dafür notwendigen Masten wurden seitlich an der Brücke angebracht.
In den 1970ern wurde die Breite der Brücke ein wenig erhöht, indem man zu beiden Seiten eine Auflage aus Stahlbeton anbrachte. Sie steht nun an der Oberkante seitlich um rund einen Meter über.
Am 16. Juni 1981 erfolgte die Verkehrsfreigabe der Wupperbrücke Siegfriedstraße, die teilweise unterhalb der Sonnborner Eisenbahnbrücke errichtet wurde. Die Stahlbetonbrücke ersetzte die Alte Zoobrücke, die für den Verkehr zu klein geworden war.

### Heutige Situation
Heute ist die Brücke im Besitz der Deutschen Bahn und überquert als einziges Bauwerk auch die Schwebebahn. Als Postkartenmotiv wurde es in der Regel mit sämtlichen Verkehrsmitteln, Eisenbahn, Schwebebahn, Bus und Straßenbahn und sogar mit einem Zeppelin, dargestellt. Nur die Straßenbahn fährt heute hier nicht mehr. Für den Nordrhein-Westfalen-Tag 2008 sollte dies mit allen möglichen Bahnen, teilweise auf Tiefladern, nachgestellt werden.